# Ponta do Varadouro - Ilha do Faial
Ponta do Varadouro - Ilha do Faial este o arie protejată (arie specială de conservare — SAC, sit de importanță comunitară — SCI) din Portugalia întinsă pe o suprafață de 17,61 ha, integral pe uscat.

## Localizare
Centrul sitului Ponta do Varadouro - Ilha do Faial este situat la coordonatele 38°34′00″N 28°47′00″W / 38.5667°N 28.7833°V.

## Înființare
Situl Ponta do Varadouro - Ilha do Faial a fost declarat sit de importanță comunitară în iunie 1995 pentru a proteja 3 specii de plante și 6 specii de animale. Situl a fost protejat și ca arie specială de conservare în iunie 2009.

## Biodiversitate
Situată în ecoregiunea , aria protejată conține 3 habitate naturale: Faleze cu floră endemică de pe coastele macaroneziene, Pajiști macaroneziene cu vegetație endemică, Păduri macaroneziene de dafin (Laurus, Ocotea).
La baza desemnării sitului se află mai multe specii protejate:
- plante (3): Erica scoparia subsp. azorica, Picconia azorica, Spergularia azorica
- păsări (6): pietruș (Arenaria interpres), Calidris alba, Calonectris diomedea, prundăraș de sărătură (Charadrius alexandrinus), Columba palumbus azorica, Numenius phaeopus

Pe lângă speciile protejate, pe teritoriul sitului au mai fost identificate 6 specii de plante, 10 specii de păsări, 1 specie de mamifere.